# Tarifverbund Biel/Bienne

ZigZag-Logo

Der Tarifverbund Biel/Bienne, auch bekannt unter dem Namen Tarifverbund ZigZag oder Abo ZigZag, war ein Tarifverbund für Abonnemente in der Schweiz. Dieser Tarifverbund umfasste die Agglomeration Biel, die Region Grenchen, den Berner Jura und das Seeland. Insgesamt wurden rund 265'000 Person bedient.
Am 14. Dezember 2014 ging der Tarifverbund Biel/Bienne in den Tarifverbund Bern-Solothurn auf.

## Tarifpartner

### Bus
- Verkehrsbetriebe Biel
- Busbetrieb Grenchen und Umgebung
- PostAuto Schweiz AG, Region Bern sowie Region West
- Busbetrieb Solothurn und Umgebung
- Bürgerbus WETA
- Aare Seeland mobil
- Chemins de fer du Jura

### Bahn
- Aare Seeland mobil
- Schweizerische Bundesbahnen
- BLS AG
- Chemins de fer du Jura

### Seilbahnen
- Aare Seeland mobil
- Biel-Leubringen-Bahn
- Biel-Magglingen-Bahn
- Ligerz-Tessenberg-Bahn
- St-Imier-Mont-Soleil